# Верне (лунный кратер)
Кратер Верне (лат. Verne) — маленький ударный кратер расположенный в западной части Моря Дождей на видимой стороне Луны. Название дано по латинскому мужскому имени и утверждено Международным астрономическим союзом в 1976 г. 

## Описание кратера

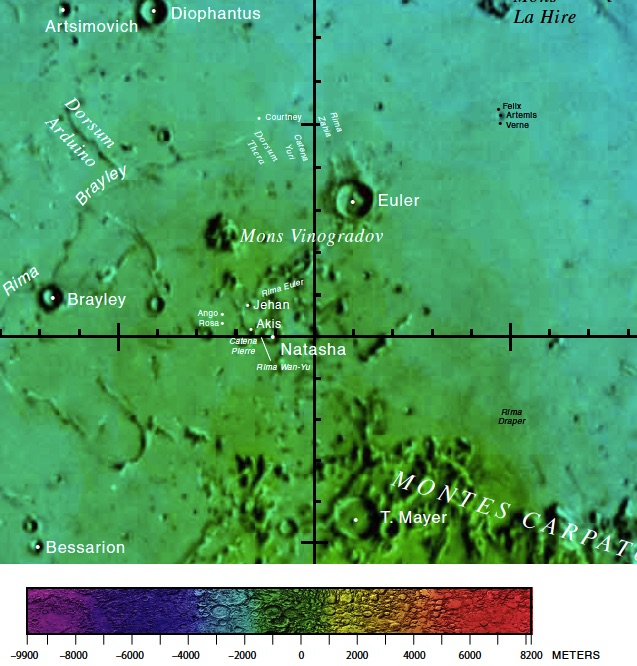
Окрестности кратера Верне. Фрагмент карты видимой стороны Луны.

Кратер расположен на середине воображаемой линии соединяющей кратеры Эйлер и Ламберт. Ближайшими соседями кратера являются кратеры Артемис и Феликс на севере. Дальше на севере от кратера находится пик Ла Гира. Селенографические координаты центра кратера 24°57′ с. ш. 25°23′ з. д. / 24,95° с. ш. 25,38° з. д., диаметр 1,54 км, глубина 0,36 км.
Кратер имеет чашеобразную форму. Высота вала над окружающей местностью составляет 70 м, объем кратера приблизительно 0,32 км³. По морфологическим признакам кратер относится к типу ALC (по названию типичного представителя этого класса — кратера Аль-Баттани C).

## Сателлитные кратеры
Отсутствуют.